# 吉田村 (秋田県)
吉田村（よしだむら）は秋田県平鹿郡にあった村。現在の横手市南西部、国道107号沿線にあたる。

## 歴史
- 1889年（明治22年）4月1日 - 町村制の施行により、上吉田間内村、中吉田村、下吉田村の区域をもって発足。
- 1956年（昭和31年）9月20日 - 浅舞町と合併して平鹿町が発足。同日吉田村廃止。

## 交通

### 道路
- 本荘街道（現・国道107号）

現在は旧村域に秋田自動車道の平鹿バスストップが所在するが、当時は未開通。